# Oblast Tsjernivtsi
De oblast Tsjernivtsi (Oekraïens: Чернівецька область, Tsjernivets’ka oblast’) is een oblast (provincie) in het westen van Oekraïne, grenzend aan Roemenië en Moldavië. Het landschap van de oblast is gevarieerd: de Karpaten en de heuvels aan de voet ervan lopen naar het oosten langzaam over in een brede laagvlakte waardoorheen de Proet en de Dnjestr stromen. De hoofdstad en het centrum van de oblast is de gelijknamige stad Tsjernivtsi.
De oblast werd in 1940 gevormd uit drie gebieden die door de Sovjet-Unie krachtens het Molotov-Ribbentroppact op Roemenië waren veroverd:
1. de noordelijke Boekovina, waartoe de hoofdstad Tsjernivtsi behoort en die het westen van de oblast vormt,
2. de noordelijke strook van Bessarabië met de stad Chotyn in het oosten van de oblast.
3. daartussenin het kleine Hertsagebied, dat tot de Boekovina noch tot Bessarabië behoorde, maar wel tot Roemenië.

Er wonen nog altijd veel Roemenen in de oblast Tsjernivtsi, vooral in het Hertsagebied waar zij meer dan 90% van de bevolking vormen.

## Bevolking
Volgens de volkstelling van 2001 had de oblast 919.028 inwoners die voor 75,57% bestond uit Oekraïners. De belangrijkste minderheden zijn de Roemenen (18,64%) en de Russen (5,27%). In de oblast wonen 114.555 Roemenen, het grootste deel van de Roemeense minderheid in Oekraïne. Ook leefden er 67.225 Moldaviërs.
Al sinds de oprichting van de Sovjetstaat Moldavië is er discussie of het Moldavisch een taal of een dialect is van het Roemeens. Sindsdien worden Roemeens en Moldavisch als aparte taalgroepen gezien in de volkstellingen.

Onderstaande kaart geeft Roemeens en Moldavisch aan in groen, Oekraïense meerderheden in blauw.